# 木村男也
木村 男也（きむら おなり、1883年2月10日 - 1954年6月29日）は、日本の病理学者。

## 人物
山口県出身。東京帝国大学医学部卒業。山極勝三郎に師事。1915年東北帝国大学初代病理学教室教授。1929年日本病理学会会長。1943年、日本占領下のクアラルンプールの馬来（マライ）熱帯医学研究所長となり、馬来医科大学長もかねる。末梢（まっしょう）神経・中枢神経の病理、結核や梅毒の研究に業績をあげた。妻は呉秀三の次女かつ。西洋古典学者の呉茂一と官僚の三浦義男は義弟。

## 著書
- 『小病理学総論』 金原商店、1942年